# Myagrum
Myagre
Genre
Synonymes
- Bricour Adans.
- Deltocarpus L'Hér. ex DC.[2]

Myagrum, en français Myagre, est un genre de plantes à fleurs annuelles de la famille des Brassicaceae. Une seule espèce est aujourd'hui reconnue : Myagrum perfoliatum.

## Classification
Le naturaliste suédois Carl von Linné décrit le genre en 1753. Il lui attribue alors les espèces Myagrum aegyptium, Myagrum cornutum, Myagrum hispanicum, Myagrum orientale, Myagrum paniculatum, Myagrum perenne, Myagrum perfoliatum, Myagrum rugosum et Myagrum sativum. Seul Myagrum perfoliatum est classé dans ce genre,,. Les autres sont considérés comme des synonymes d'espèces déplacées dans d'autres genres, ou de Myagrum perfoliatum.

### Liste des espèces
D'après Tropicos (23 décembre 2020) :
- Myagrum aegyptium L., 1753
- Myagrum alyssum Mill., 1768
- Myagrum amphibium (L.) Loisel., 1828
- Myagrum argenteum Pursh, 1814
- Myagrum auriculatum DC., 1815
- Myagrum austriacum (Crantz) Jacq., 1764
- Myagrum balearicum Lam., 1785
- Myagrum biarticulatum Crantz, 1762
- Myagrum bursifolium Thuill., 1799
- Myagrum cornutum L.
- Myagrum dentatum Willd., 1800
- Myagrum erucaefolium Vill., 1788
- Myagrum foetidum Bergeret, 1786
- Myagrum hierochunticum (Crantz) Crantz, 1769
- Myagrum hispanicum L., 1753
- Myagrum iberioides Brot., 1804
- Myagrum irregulare Asso, 1779
- Myagrum orientale L., 1753
- Myagrum palustre (L.) Lam., 1785
- Myagrum paniculatum L., 1753
- Myagrum perenne L., 1753
- Myagrum perfoliatum L., 1753
- Myagrum prostratum J. P. Bergeret
- Myagrum prostratum Bergeret, 1786
- Myagrum pyrenaicum Lam.
- Myagrum rigidum Pall., 1776
- Myagrum rugosum L., 1753
- Myagrum sativum L., 1753
- Myagrum saxatile (L.) L., 1759
- Myagrum sphaerocarpum Jacq., 1767
- Myagrum venosum Pers., 1806

## Description

Illustration botanique de Myagrum perfoliatum.

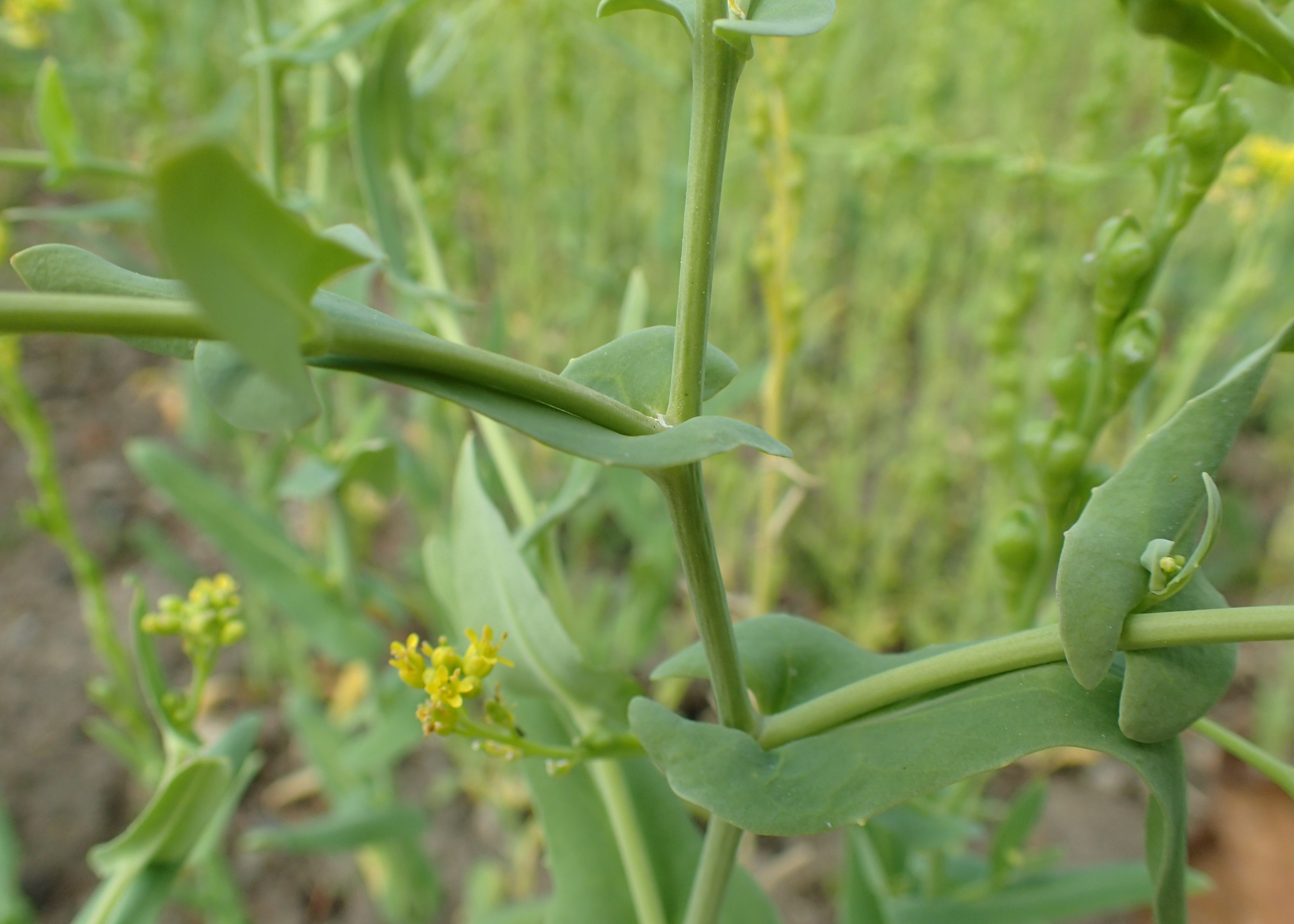
Détail de la tige et des feuilles, avec les fleurs jaunes visibles, de Myagrum perfoliatum.

C'est une plante annuelle de 20 à 80 cm de hauteur, dressée, souvent ramifiée au sommet. Les feuilles sont entières ou lobées, les caulinaires à oreillettes développées, entièrement glabres et glauques. L'inflorescence forme une panicule terminale en grappes allongées. Les fleurs ont des pétales jaunes de 3 à 5 mm de long. Les silicules sont renflées et ridées sous le sommet. La floraison a lieu de Mai à Juillet.

## Habitat et écologie
La plante aime la lumière, les milieux plutôt sec et les sols calcaires. On la rencontre dans les champs et les moissons.

## Répartition
Myagrum perfoliatum a pour aire de répartition l'Europe. Elle est présente à l'Est jusqu'en Iran. Elle a été introduite en Australie et au Texas.